# هنری اف. شافر. سوم
هنری اف. شافر. سوم (انگلیسی: Henry F. Schaefer, III؛ زادهٔ ۸ ژوئن ۱۹۴۴ ‏(۸۰ سال)) یک دانشمند در زمینه شیمی محاسباتی اهل ایالات متحده آمریکا است. او در حوزهٔ شیمی محاسباتی و شیمی نظری فعالیت می‌کند. شافر یکی از پر استنادترین دانشمندان جهان، با شاخص اچ تامسون رویترز ۱۱۳ است. او استاد شیمی گراهام پردو و رئیس مرکز شیمی محاسباتی در دانشگاه جورجیا است. شافر، یکی از حامیان اصلی طراحی هوشمند است. ادعا می‌شود او تاکنون ۵ بار نامزد دریافت جایزهٔ نوبل شیمی شده است. با این وجود، نام نامزدها و اطلاعات آن‌ها تا ۵۰ سال مخفی نگه داشته می‌شود. وی همچنین برندهٔ جوایزی همچون کمک‌هزینه گوگنهایم شده است.